# Gončarka (Adygejsko)
Gončarka je sídlo v Giaginském rajónu Adygejské republiky Ruské federace. Je součástí Giaginského vesnického okresu.
Nachází se v jihozápadní části Giaginského rajónu, na levém břehu řeky Suchoj Kelermes. Je vzdáleno 12 km jihozápadně od centra rajónu stanice Giaginskaja, 7 km východně od města Belorečensk a 30 km severozápadně od Majkopu.
Roku 1929 byl na území budoucího sídla zřízen sovchoz Skotovod.
Roku 1959 byla založeno sídlo Gončarka.
Nachází se zde dendrologický park.
Součástí sídla je zdravotnické centrum, střední škola a kulturní dům.